# Viola banksii
Viola banksii K.R.Thiele & Prober – gatunek roślin z rodziny fiołkowatych (Violaceae). Występuje endemicznie w Australii – w stanach Nowa Południowa Walia i Queensland. 

## Morfologia

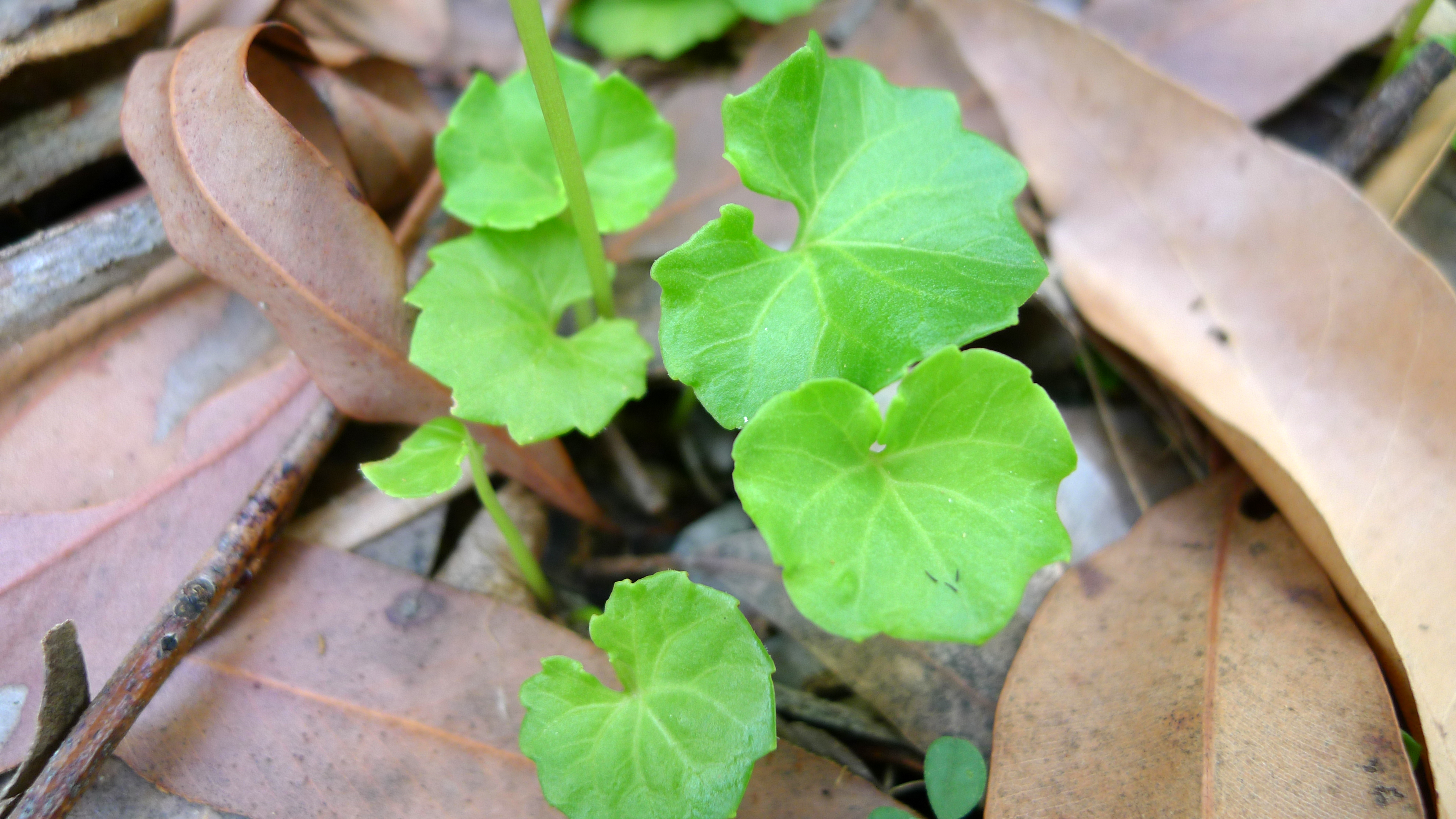
Liście

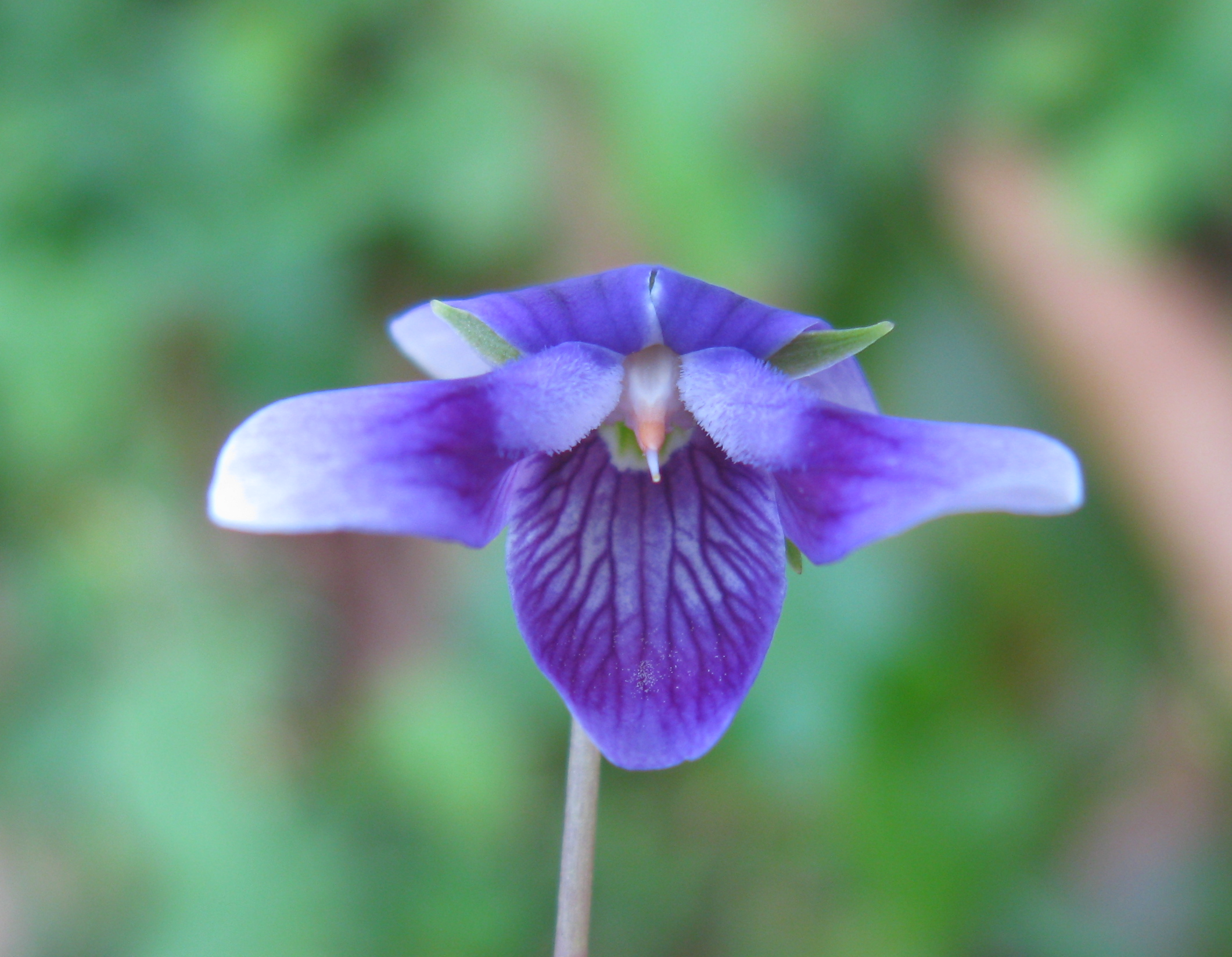
Kwiat

PokrójBylina tworząca kłącza i rozłogi.
LiścieBlaszka liściowa ma nerkowaty kształt. Mierzy 1,8–2,5 cm długości oraz 3–4,5 cm szerokości, jest ząbkowana na brzegu, ma sercowatą nasadę i ostry wierzchołek. Ogonek liściowy jest nagi. Przylistki są trójkątne.
KwiatyPojedyncze, wyrastające z kątów pędów. Mają działki kielicha o owalnym kształcie i dorastające do 5 mm długości. Płatki są owalne lub eliptyczne, mają białą barwę z purpurowymi plamkami, płatek przedni jest wyposażony w obłą ostrogę.

## Biologia i ekologia
Rośnie na wydmach i terenach bagnistych. 